# Верёци-Петронич, Жужа
Жу́жа Ве́рёци-Пе́тронич (венг. Zsuzsa Verőci-Petronić; урождённая Верёци; 19 февраля 1949, Будапешт) — венгерская шахматистка, гроссмейстер (1978), международный судья (1995). Заместитель председателя женской комиссии ФИДЕ (с 1986). Журналистка. Чемпионка Венгрии (1973, 1977, 1983).
В составе команды Венгрии участница 10-и Олимпиад (1966—1974, 1978—1986 и 1992); в 1978—1986 возглавляла национальную команду; дважды заняла 2-е место на 1-й доске: 1980 — 10 очков из 13; 1982 — 10½ из 14.
С начала 1970-х годов участвует в соревнованиях на первенство мира. Межзональные турниры: о. Менорка (1973) — 9-е; Росендал (1976) — 5-е; Рио-де-Жанейро (1979) — 2-е; Тбилиси (1982) — 10—11-е; Гавана (1985) — 6—7-е; Тузла (1987) — 6—7-е места; проиграла ч/ф матч претенденток (1980) Н. Иоселиани — 3 : 6 (+0 −3 =6).
Лучшие результаты в других международных соревнованиях: Врнячка-Баня (1970, 1971, 1972) — 4-е, 1-е и 2—4-е; Белград («8 марта-турниры»), 1973 — 2—4-е, 1974 — 2-е, 1975 — 1—3-е, 1977 — 1—2-е, 1979 и 1981 — 3-е, 1983 — 1-е; Вейк-ан-Зее (1975 и 1977) — 3—4-е и 3—5-е; Будапешт (1977 и 1981) и Нови-Сад (1979) — 2—4-е; Яйце, 1981 — 2—4-е, 1983 — 2-е, 1984 —1-е (впереди Н. Гаприндашвили, Н. Александрии и других), 1985 — 3—5-е, 1986 и 1987 — 2—3-е; Йер (1983) — 2—3-е; Смедеревска-Паланка (1983 и 1985) — 3-е и 4—6-е; Плая-де-Аро (1984) — 2-е; Велико-Тырново (1985, зональный турнир) — 1—2-е места.